# Larry Zavala
Larry Zavala, seudónimo de Claudio  Mercolli Gago (Buenos Aires, Argentina, 18 de junio de 1955) es un cantante y compositor argentino de thrash metal. Se hizo conocido por ser el vocalista de la banda de thrash Nepal, entre los años 1987 y 2001; con la que editó tres álbumes de estudio, hasta su alejamiento definitivo en 2001; año en que emprende su carrera como solista, Este año (2023) ha retornado nuevamente a la banda Nepal. 
Lleva editado, un total de ocho trabajos discográficos de estudio y ha colaborado con artistas de renombre como Almafuerte, La Renga, Hermética y ha compartido escenario con Megadeth, Kreator, Stratovarius, Angra, Blind Guardian y Moonspell.
Entre sus influencias, se encuentran: Black Sabbath, Motorhead, Metallica, Venom, Sepultura y V8.

## Discografía

### Nepal
- Raza de traidores (1993)
- Ideología (1995)
- Manifiesto (1997)

### Solista
- Larry Zavala (álbum) (2000)
- Donde dobla el viento (2004)
- Volúmen 3 (2007)
- Pan Y Circo (2014)
- Metal argentino, Vol. 5 (2022)

### Colaboraciones
- Thrash  (1991)
- Grítalo fuerte "Tributo a Kiss" en la canción «Love Gun» (1997)
- Metal Rock Festival II (1998)
- Navidad Metálica (1999)
- No está muerto quien pelea  (2001)
- Puesto en marcha de Claudio Marciello (2001)
- Raza Metálica  (2003)
- Purificación de Cuchilla Grande (2005)
- 25 años de Antonio Romano (2010)
- A Puro Metal II compilado (2013)